# Géographie de la Martinique
Pour un article plus général, voir Martinique.

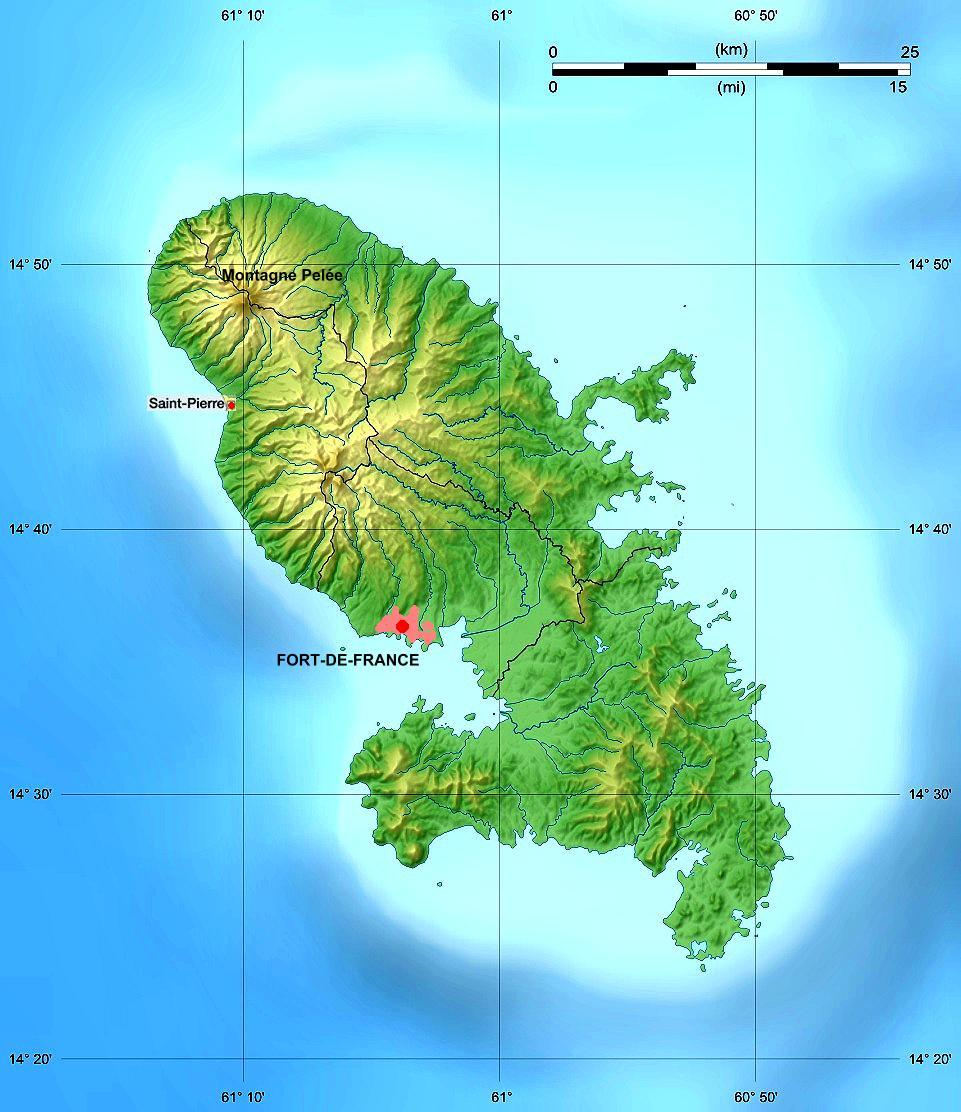
Carte topographique de la Martinique.

L'île de la Martinique est une île, située dans les Petites Antilles, ou Îles du Vent. Son point culminant est le volcan de la montagne Pelée (1 395 m). Comme le reste des petites Antilles, la Martinique est soumise au risque sismique (aléa sismique fort) : ainsi, le 29 novembre 2007 à 15 h, heure locale, un séisme de magnitude 7,4 sur l'échelle de Richter a eu lieu au large de l'île.

## Situation
La Martinique est une île située à 32,5 km au nord de Sainte-Lucie et à 41 km au sud-est de la Dominique. Elle a une superficie totale de 1 128 km2, ce qui la place au troisième rang après la Trinidad et la Guadeloupe dans le chapelet d'îles qui constituent les Petites Antilles ou Îles du Vent, en mer des Caraïbes. La Martinique s'étire sur environ 60 km de longueur, pour 30 km de largeur.

## Protection du patrimoine
Le 16 septembre 2023 la montagne Pelée, les pitons du nord (ils sont au nombre de 13 avec ceux du Carbet), le morne Jacob et le mont Conil sont inscrits au patrimoine mondial de l'Unesco.

## Topographie
Le relief est marqué sur cette île d'origine volcanique. Les anciennes zones volcaniques correspondent à l'extrême sud de l'île dont la savane des pétrifications et à la presqu'île de la Caravelle à l'est. L'île s'est développée dans les vingt derniers millions d'années par une suite d'éruptions et de déplacements de l'activité volcanique vers le nord. Le volcan, toujours actif, est la montagne Pelée, qui occupe tout le nord actuel de l'île et culmine à 1 395 m.
Les hauts volcans de formation récente situés au nord de l'île font place, dans le sud, à des mornes plus anciens aux sommets plus érodés mais pouvant comporter de fortes pentes. La montagne du Vauclin, point culminant du sud de l'île, atteint 505 m d'altitude.

### Côte-au-vent

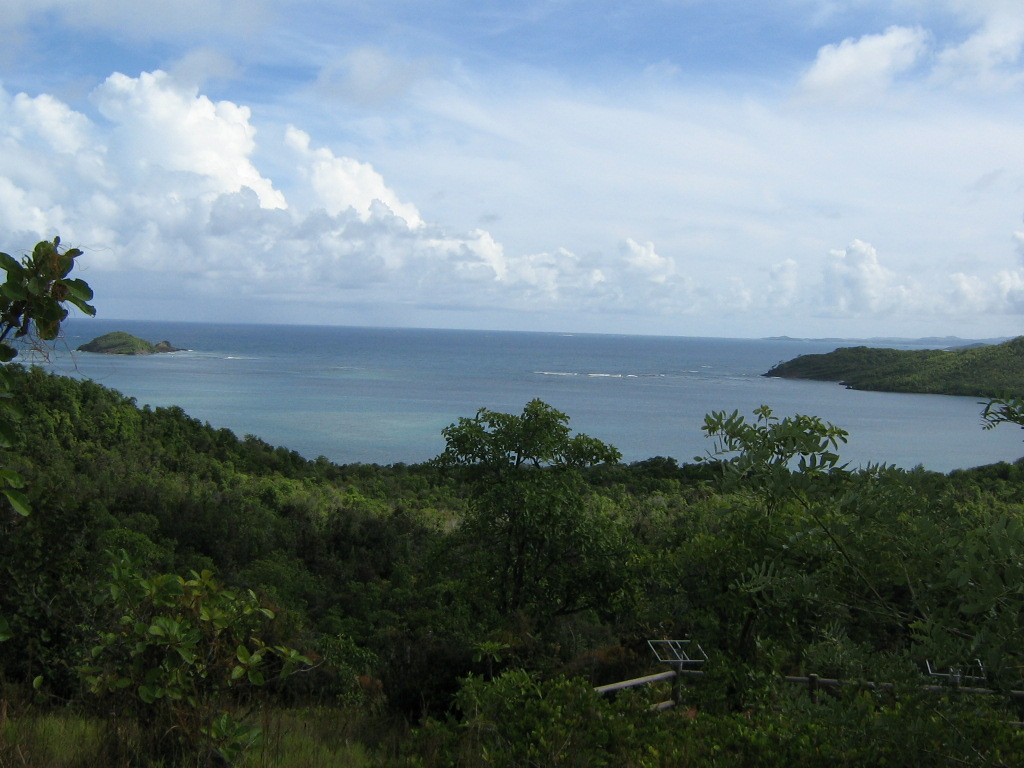
Paysage de la presqu'île de la Caravelle.

La côte est, ou côte-au-vent des îles, appelée dans les Antilles Cabesterre ou Capesterre jusqu'au XVIIIe siècle, s'étendait de Grande-Anse à la presqu'île de la Caravelle. Cette côte au vent, bordée par l'océan Atlantique, est exposée directement aux vents alizés.

### Côte sous le vent

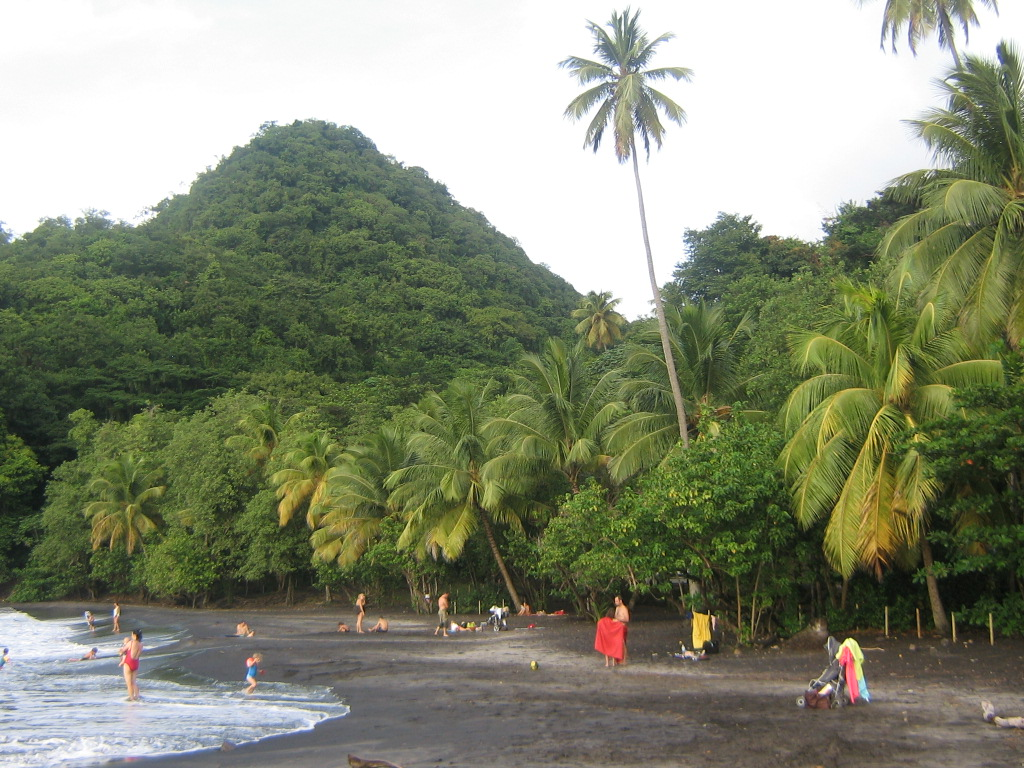
La plage de sable noir de l'anse Céron, au nord de la côte caraïbe.

La côte-sous-le-vent, bordée par la mer des Caraïbes, désigne les côtes occidentales de l'île qui sont protégées des alizés par les massifs montagneux. La côte-sous-le-vent est opposée à la côte-au-vent. 

### Détroits
La Martinique est séparée de la Dominique, au nord, par le canal de la Martinique (40,5 km) et de Sainte-Lucie, au sud, par le canal de Sainte-Lucie (32,5 km).

## Géologie
Située sur une faille de subduction sur le bord oriental de la plaque caraïbe, la formation de l’île de la Martinique s'est principalement déroulée en trois étapes de volcanisme :
1. l’arc ancien, pendant l'Éocène-Oligocène (il y a 25 Ma à 21 Ma) dont les seules traces en Martinique s'observent sur les presqu'îles de la Caravelle et de Sainte-Anne ;
2. l'arc intermédiaire  entre −17 Ma et −7 Ma pendant le Miocène ;
3. l'arc récent dont la construction a débuté il y a 5,5 Ma (Plio-Pléistocène) et qui se poursuit avec notamment la montagne Pelée entrée en activité il y a 126 000 ans et responsable des éruptions les plus récentes, en particulier en 1902.

Ainsi l'érection de la Martinique fournit, sur une seule île, une synthèse de la formation des Petites Antilles.

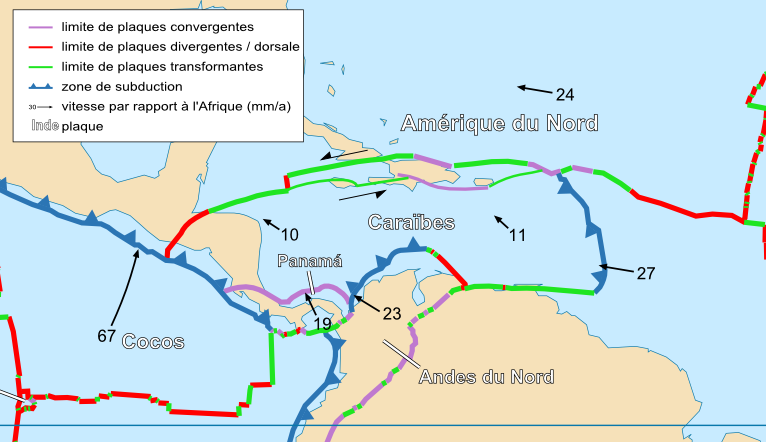
La Martinique est située sur la zone de subduction (en bleu) sur la façade orientale de la plaque Caraïbe.
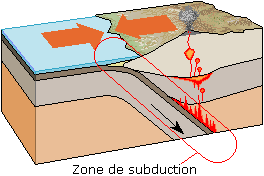
En coupe, vue du nord, la plaque océanique s'enfonce sous la plaque caraïbe (flèche 27mm/a de l’image précédente), provoquant séismes et création de volcans[5].

## Hydrographie
Le réseau hydrographique de la Martinique est important : 161 rivières ainsi que 43 ravines sont dénombrés. L’île compte 70 cours d’eau principaux, ils coulent en majorité sur la partie nord de l'île. L’essentiel de la ressource en eau est concentré sur seulement sept bassins versants que sont la Lézarde (116 km2), la Capot (57 km2), le Lorrain (35 km2), le Galion (37 km2), la rivière Salée (36 km2), la rivière Pilote (35 km2), la Roxelane (20 km2).
Avec ses 33 km, la rivière Lézarde est la plus longue de l'île. Son affluent, la rivière Blanche, seconde par sa longueur (20,5 km) a le débit le plus élevé de l'île.

### Cascades
Du nord au sud de l'île existent des cascades également appelées "sauts". On en connaît au moins une centaine, mais seule une poignée d'entre elles sont officiellement ouvertes au public, comme les cascades Couleuvre, Anba So, Saut du Gendarme, Citron et les gorges de la Falaise. 
Toutes les autres sont interdites (pour raison sanitaire, zone protégée ou simplement non aménagée). Il existe quelques exceptions pour le canyoning, comme la Grande Sophie qui est la plus haute cascade de Martinique avec ses 135 mètres. 
Parmi les plus visitées il y a les chutes de Didier, composées de deux chutes, Ti Saut et Grand Saut, dont l'accès est prohibé car le tunnel d'accès est privé et le passage auprès de Ti Saut est interdit en raison d'un captage d'eau pour la consommation humaine. En mai 2025 un groupe de 7 randonneurs ont été emportés par une brusque montée des eaux, deux sont morts, une troisième personne a été blessée sérieusement à la tête.
Dans les autres sites connus et fréquentés pour lesquels il y a n'y a pas d'accès officiel il y a la chute des Rois, la cascade du Jardin des Plantes, la chute Dorée, le canyon d'Absalon, le saut Babin, le saut Argis, la cascade d'Anse Sellier, le toboggan du Carbet, la cascade de Grand Fond, les cascades de Fond Nicolas, la cascade de Fond Massacre, le Saut d'Eau, les Trois Bras, les cascades de Céron, les gorges de l'Alma, etc.

### Dans le nord
Dans le nord de la Martinique, les principaux cours d'eau sont la rivière du Galion, la rivière du Lorrain, la rivière Capot, la rivière Charpentier, la rivière de Bezaudin, la rivière Bambous, la rivière Blanche, la rivière de Basse Pointe, la rivière Hackaert, la rivière de Macouba, la rivière Lagarde, la rivière Roche, la Grande Rivière, la rivière Potiche, la rivière Falaise, la rivière du Prêcheur, la rivière de la Pointe Lamare, la rivière Claire, la rivière Sèche, la rivière Trois Bras, la rivière Roxelane, la rivière des Pères, la rivière du Jardin des Plantes, la rivière du Carbet, la rivière Fond Capot, la rivière de Case Pilote, la rivière Fond Bourlet, la rivière Fond Bellemare, la rivière Fond Lahaye, la rivière Case Navire et la rivière de Ravine Touza.

### Dans le centre
Dans le Centre de la Martinique, les principaux cours d'eau sont la rivière Monsieur, la rivière Madame, la rivière du Longvilliers, le canal Gaigneron, la rivière la Jambette, la rivière Rosière, la rivière Gondeau, la rivière Caleçon et la Petite Rivière.

### Dans le sud
Dans le Sud de la Martinique, les principaux cours d'eau sont la rivière Pilote, la rivière Salée, la rivière du Vauclin, la rivière de Paquemar, la rivière du Simon, la rivière des Coulisses, la rivière la Nau, la rivière Bêtes Rouges, la rivière Trénelle, la rivière des Cacaos, la rivière la Manche, la rivière Massel, la rivière Oman, la rivière Carole, la rivière de Beauregard, la rivière Coulée d'Or, la rivière des Deux-Courants et le canal du François.

## Îlets et rochers
La Martinique comporte une cinquantaine d'îlets et rochers disséminés autour de l'île :

## Climat
Le climat de la Martinique est tropical avec deux saisons principales : de juillet à novembre, la saison humide communément appelée hivernage avec un temps généralement pluvieux, et de janvier à mi-avril, la saison sèche communément appelée carême avec un temps généralement ensoleillé et sec,.
Les sommets des montagnes (mornes) sont bien arrosés, jusqu'à 8 m de précipitations annuelles.
La station météorologique de l'aéroport du Lamentin enregistre, en moyenne, 2 085 mm de précipitations par an.
La température moyenne annuelle varie entre 23 °C et 29 °C.
La saison cyclonique s’étend de début juin à fin novembre avec un pic d’activité en août et septembre.

## Risques naturels
La Martinique est soumise à de nombreux risques naturels tels que les séismes, les tsunamis, les éruptions volcaniques ou les cyclones tropicaux. Elle fait l'objet d'un plan de prévention des risques naturels (PPRN).

### Tempêtes et cyclones tropicaux, inondations et marées de tempêtes

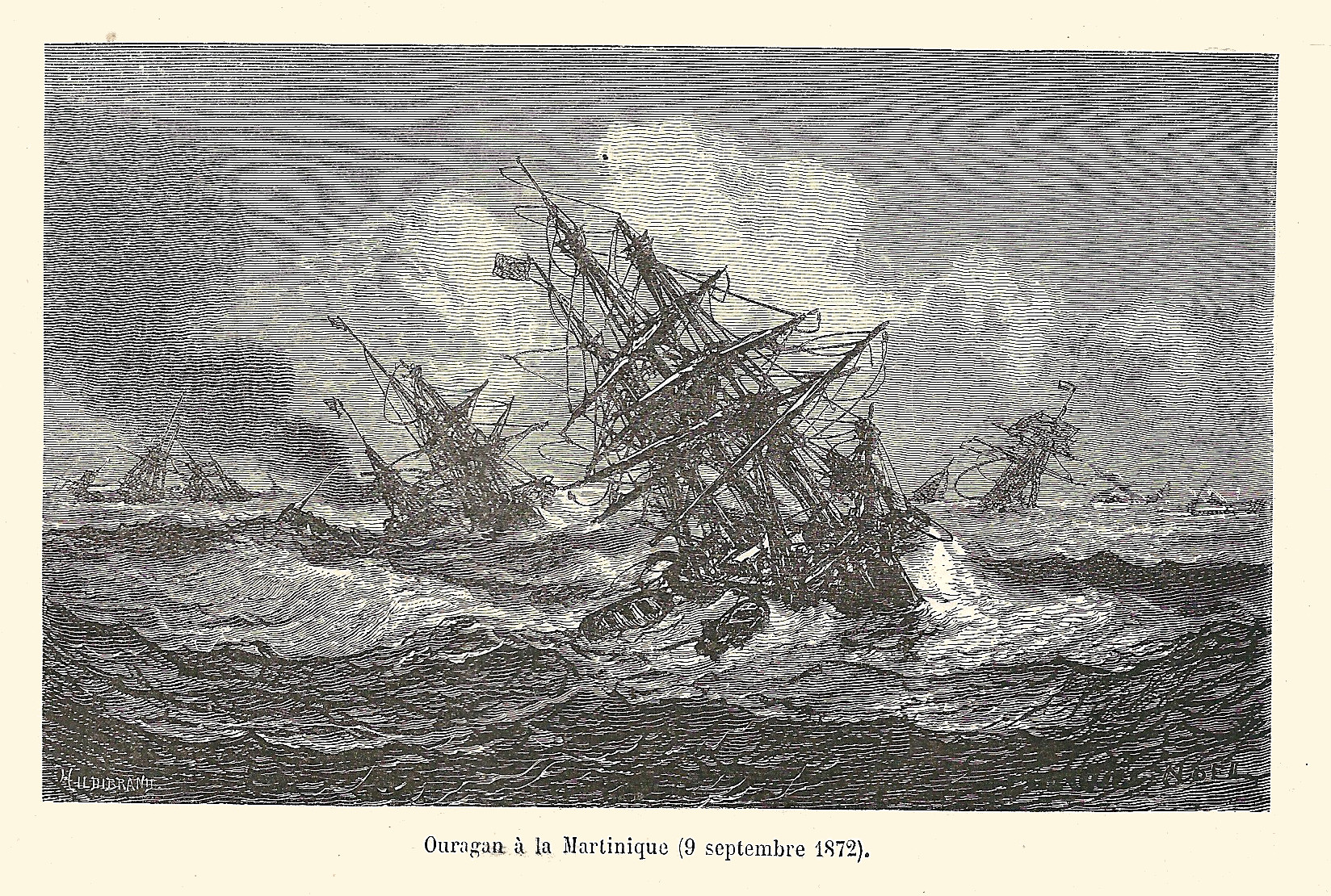
Naufrages de navires lors de l'ouragan du 9 septembre 1872 sur la Martinique.

En 2015, des pluies diluviennes provoquent une montée des eaux importante en Martinique.
Les cyclones constituent un danger majeur pour les populations et les installations, ainsi, l'ouragan Edith en septembre 1963, est l'un des ouragans les plus mémorables ayant frappé l'île de la Martinique. Il cause la mort de dix personnes et fait trois cents millions de francs (près de 46 millions d'euros) de dégâts.
L'ouragan Dean en août 2007 a causé de gros dégâts sur les plantations de bananes et de canne à sucre. Plus de 663 habitations ont été détruites et 5 708 habitations sont endommagées. Il est considéré comme le cyclone le plus violent qu’ait connu l’île depuis l'ouragan Allen, en 1980.
L'ouragan Lenny en novembre 1999, a également causé de gros dégâts tels que la destruction de maisons. Le passage de l'ouragan donne lieu à des pluies orageuses puis des pluies importantes. Une houle destructrice ravage Le Prêcheur et Saint-Pierre. Les vagues atteignent en moyenne une hauteur de cinq mètres.

### Séismes
La Martinique est située dans une zone très sismique, en raison de sa localisation au niveau de la zone de subduction des Caraïbes. Ainsi, le 29 novembre 2007 à 15 h, heure locale, un séisme de magnitude 7,4 s'est produit à quelques kilomètres seulement de la côte Nord-Caraïbe de l'île. Heureusement, la solidité de certains bâtiments et la profondeur du foyer ont permis de ne pas provoquer de gros dégât, néanmoins, des bâtiments se sont « lézardés » et certains se sont effondrés.
Un des tremblements de terre les plus violents qu'a subis la Martinique remonte au 11 janvier 1839, où la moitié de la ville de Fort-de-France (alors appelée Fort-Royal) a été détruite. On estime sa magnitude proche de 7 ou 8 sur l’échelle de Richter.

### Tsunamis
Les tremblements de terre et les éruptions volcaniques peuvent aussi engendrer des tsunamis au niveau des Antilles.
La Martinique a été touchée par une vague estimée à plus de trois mètres, sept heures après le tremblement de terre de Lisbonne de 1755,.
Le risque identifié de tsunami pouvant toucher la Martinique est une éruption du volcan sous-marin Kick’em Jenny situé à 9 km au nord de l’île de Grenade (230 km de la Martinique). En cas d’éruption majeure de ce volcan, un tsunami de forte amplitude pourrait atteindre les îles les plus proches dont la Martinique et « les populations côtières antillaises ne disposeraient au mieux que d’une cinquantaine de minutes pour évacuer les lieux ».

### Éruptions volcaniques
Conséquence de sa situation sur une zone de subduction, la Martinique compte un volcan actif : « la montagne Pelée »; son activité semble suivre un rythme d'une éruption par siècle.
La dernière période éruptive a duré de 1902 à 1932, avec une phase paroxysmale le 8 mai 1902 qui a provoqué la destruction totale de la ville de Saint-Pierre, le naufrage des navires au mouillage dans la baie et la mort d'environ 28 000 personnes en deux minutes.
Ce sont au total sept nuées ardentes qui se sont succédé jusqu'au 30 août 1902 atteignant la ville de Saint-Pierre et ses environs. Celle du 20 mai a parachevé la destruction de la ville, comme en témoignent les nombreux blocs des habitations pris dans les dépôts, suivie de celles du 26 mai, du 6 juin et du 30 août. Cette dernière, dirigée à la fois vers l’ouest et vers le sud, détruisit une partie de la ville du Morne Rouge (huit cents morts) ainsi que L'Ajoupa-Bouillon, Basse-Pointe et Morne Capot, car aucune disposition n'avait été prise pour évacuer les habitants. Le nombre de victimes s'est ainsi accru de 1 400. Cette nuée ardente a conclu la phase paroxysmale de l’éruption. Des émissions mineures se produisirent jusqu'en 1910 et une reprise de l'activité volcanique eut lieu entre 1929 et 1932.